# Schwarzbinden-Ameisenschlüpfer
Der Schwarzbinden-Ameisenschlüpfer (Myrmotherula urosticta, Syn.: Formicivora urosticta), zählt innerhalb der Familie der Ameisenvögel (Thamnophilidae) zur Gattung Myrmotherula.
Die Art ist endemisch in Brasilien entlang der südöstlichen Küstenregion.
Das Verbreitungsgebiet umfasst tropischen oder subtropischen feuchten Tieflandwald bis etwa 500 m Höhe. Im gleichen Lebensraum kommt auch der Weißflanken-Ameisenschlüpfer (Myrmotherula axillaris) vor.
Das Artepitheton kommt von altgriechisch οὐρά ourá, deutsch ‚Schwanz‘ und altgriechisch στικτος stiktos, deutsch ‚gefleckt, gepunktet‘.

## Merkmale
Der Vogel ist 9 bis 10 cm groß, Hauptkennzeichen ist der schwarze Schwanz mit einer breiten weißen Schwanzbinde. Das Männchen ist grau mit blasserer Unterseite und normalerweise nicht sichtbarem weißen Interskapularfleck. Die Flügeldecken sind schwarz mit weißen Spitzen, Kehle und oberer Brustbereich ist schwarz. Das Weibchen unterscheidet sich durch blassgrauen Kopf und Oberseite, auch die Flügeldecken sind grau, die Kehle weiß, die Unterseite blass zimtfarben, die Flanken sind grau.
Die Art ist monotypisch.

## Stimme
Der Gesang wird als eine über 5 bis 8 Sekunden anhaltende Tonfolge beschrieben und erinnert an die Unterart M. l. garbei des Silber-Ameisenschlüpfers (Myrmotherula longipennis).

## Lebensweise
Die Nahrung besteht aus Insekten, wohl auch Spinnen, die einzeln, paarweise oder in Familiengruppen meist in gemischten Jagdgemeinschaften bevorzugt in 3 bis 10 m über dem Erdboden gejagt werden.
Die Brutzeit ist nicht bekannt.

## Gefährdungssituation
Der Bestand gilt als gefährdet (Vulnerable) durch Habitatverlust.